# Eugaurax
Eugaurax is een vliegengeslacht uit de familie van de halmvliegen (Chloropidae).

## Soorten
- E. floridensis Malloch, 1913